# 川上泳
川上 泳（かわかみ えい、1963年10月9日 - ）は、日本の俳優。殺陣アクション俳優。兵庫県出身。本名は川上健司。
劇団青年座研究所出身。俳優の原田芳雄に師事していた。
主な出演作は、映画『われに撃つ用意あり』『ざわざわ下北沢』『その男、凶暴につき』『新・仁義なき戦い』など多数の映画に出演。
他にもテレビ、Vシネマなどで活躍している。

## 出演

### 映画
- キスより簡単(若松孝二監督)
- その男、凶暴につき(北野武監督)
- 寝取られ宗介(若松孝二監督)
- あふれる熱い涙(田代廣孝監督)
- われに撃つ用意あり(若松孝二監督)
- 新・仁義なき戦い(阪本順治監督)
- 実録・北海道ヤクザ戦争 逆縁(津島勝監督)
- ざわざわ下北沢(市川準監督)
- 止められるか、俺たちを(白石和彌監督)

### テレビ
- NHK大河ドラマ「翔ぶが如く」 - 辺見十郎太 役
- 約束の夏 - 介護士 役
- 未成年 (テレビドラマ) - 泉哲也 役
- ルーキー!
- 崖ふちの真実
- 男の決断-バンコク反乱支社-

### 舞台
- 劇団300客演「月に眠る人」渡辺えり子作・演出
- 月に眠る人
- ショートアイズ(小林裕演出)